# Theodore Drange
Theodore "Ted" Michael Drange (nacido 1934) es un filósofo de la religión y Profesor Emérito en la Universidad de Virginia Occidental, donde  enseñó filosofía desde 1966 a 2001.

## Vida
Después de graduarse del Instituto Fort Hamilton,  recibió un B.A. (título de Grado anglosajón) de Brooklyn College en 1955 y un Ph.D. (doctorado en filosofía) de Universidad Cornell en 1963, donde se mudó después de un año de la escuela de postgrado en Yale.
Enseñó en el Brooklyn College (1960-62), la Universidad de Oregón (1962-65), la Universidad Estatal de Idaho (1965-66) y West Virginia University (1966-2001), después de convertirse en profesor titular en 1974. Drange se retiró en 2001 y se mudó a Ventura, CA.
Los intereses principales de Drange, hasta comienzos de la década de 1980, se encontraban en la filosofía del lenguaje y la epistemología, y más tarde pasaron a la filosofía de la religión.
El primer libro de Drange, Type Crossings (The Hague: Mouton & Co., 1966) fue una revisión de su doctorado en filosofía bajo Max Black sobre la filosofía del lenguaje y fue publicada en 1966. Su otro libro fue sobre la filosofía de la religión, Nonbelief and Evil (Amherst, NY: Prometheus Books, 1998), en 1998. Drange también ha escrito varios artículos sobre la filosofía de la religión y el ateísmo, en particular para la organización de Internet Infidels. En 1997, debatió con el apologista cristiano William Lane Craig sobre la existencia de Dios.
Drange se casó con su esposa Annette en 1959 y tuvo dos hijos, Susan y Michael.